# Randidrilus codensis
Randidrilus codensis is een ringworm uit de familie van de Enchytraeidae. De wetenschappelijke naam van de soort is voor het eerst geldig gepubliceerd in 1971 door Lasserre.